# Cavoretto
Cavoretto (Cavoret o Cavorèt in piemontese, pronuncia [kaʊˈrɛt] o [-et]) è un'ampia frazione fluviale e collinare della Circoscrizione 8 di Torino, situata a sud-est di un tratto torinese della riva destra del Po. Fu un comune autonomo fino al 1889. Il primo sindaco fu Antonio Galliani, nominato l'8 aprile 1806.

## Geografia fisica

### Territorio
Il territorio è delimitato a ovest dal fiume Po, per tutta la sua lunghezza dal confine comunale con Moncalieri fino al Ponte Isabella. Da qui il confine prosegue lungo strada da Ponte Isabella a San Vito e poi sulla strada comunale da San Vito a Revigliasco, per arrivare di nuovo al confine con il comune di Moncalieri, che racchiude ad est il quartiere. 

### Zona fluviale
Comprende il Borgo del Pilonetto, ovvero la zona delimitata da Corso Sicilia-rotonda Scevola-Piazza Zara, così chiamata per via del nome informale del santuario della Madonna Addolorata di corso Moncalieri 227; un ricco possidente, tal Michele Bert, fece qui erigere nel 1891 una chiesa, con un pilonetto votivo, provvisto di un crocifisso in cima, e collocato verso il fiume Po. L'antico pilonetto fu abbattuto nel 1932 per la costruzione di corso Sicilia, mentre la chiesa rimase, e fu dedicata alla Vergine Addolorata. Verso nord, il quartiere è delimitato dall'antica barriera daziaria detta "di Piacenza", ovvero l'attuale chiesa gialla, dedicata a sant'Agnese, di fronte a corso Moncalieri 63. Da qui, si entrava nel Borgo Rubatto (oggi Borgo Crimea).
Nel 1880 inoltre, con l'espansione urbanistica della città, fu eretto l'attuale Ponte Isabella sul Po (che dà accesso a Corso Dante, in quartiere San Salvario), opera di Ernesto Ghiotti e dedicato a Isabella di Baviera. Nel 1927, fu eretto anche un ponte a tre campate, oggi conosciuto come "ponte Franco Balbis" di corso Bramante, su progetto di Giuseppe Pagano Pogatsching; in realtà, quest'ultimo andava a sostituire il già preesistente ponte, costruito provvisoriamente in occasione dell'Esposizione internazionale di Torino (1911) e dedicato a re Vittorio Emanuele III di Savoia, mentre il nome Balbis fu dato dopo la seconda guerra mondiale. L'esposizione internazionale, inoltre, coinvolse molte delle zone fluviali al di qua della riva destra del Po, oltre che alla riva sinistra del Parco del Valentino, dove furono eretti molti padiglioni in stile Liberty e neobarocco, tuttavia solo provvisorie e quindi abbattute subito dopo l'evento.
La zona fluviale cavorettese prosegue verso l'ultimo lungo tratto meridionale di corso Moncalieri fino a poco oltre la Strada del Fioccardo, ai confini con la stessa città di Moncalieri. Anche questa parte lungo le rive a destra del fiume Po ospita alcuni circoli ricreativi, sedi sportive ed esercizi pubblici (ad es. centro sportivo CUS Torino, Piscina Lido, Patio, Amici del remo, Ronchi Verdi, etc.).

### Zona pre-collinare
Questa parte ospita, dai primi anni del XX secolo, alcuni edifici residenziali, spesso progettati in stile Liberty torinese. Lo stile seguì coerentemente quello delle adiacenti zone pre-collinari di Madonna del Pilone (verso nord) e Borgo Po-Borgo Crimea (verso sud); con quest'ultimo borgo, Cavoretto vi confina attraverso i parchi naturali dell'Ospedale di San Vito e il parco "Giacomo Leopardi". Quest'ultimo ha il suo ingresso in Corso Moncalieri 147, e contiene al suo interno l'antica villa San Severino, già Quarello, successivamente acquistata da Albert Geisser.
Similmente, anche la pre-collinare meridionale verso Moncalieri, conosciuta con l'antico nome di Val Sappone, si popolò di case, ville e residenze Liberty di inizio Novecento. La prima famiglia che vi abitò fu quella dei facoltosi Fioccardo, da cui l'attuale nome sia della strada principale che di questa zona. Seguirono poi le ville dei Ronchi, Bolla-Cerutti, Martino, Villino Maria, etc.

### Zona collinare
Posta più a est, risulta più boschiva e selvatica, e rappresenta la parte preponderante della superficie del quartiere. La vegetazione della collina è anche qui alternata da numerose ville sparse e case signorili, ad un'altezza media complessiva di 351 metri s.l.m. Il nucleo abitativo di Cavoretto quindi, risulta il piccolo agglomerato intorno a Piazzetta Freguglia (330 m s.l.m.), che dà anche l'accesso al Parco Europa; l'agglomerato comprende la retrostante chiesa di San Pietro in Vincoli, in via San Rocco, 29, con facciata e campanile tardo barocco del XIX secolo.

## Origini del nome
Il toponimo deriva dal vezzeggiativo latino di Caburrum, Caborro o Cavorro, a sua volta probabilmente originato da un poleonimo celtico riferito alla piccola tribù dei Caburriates, parenti stretti dei Taurini; il termine celtico cabu o cabo doveva indicare una bocca, un avvallamento o un pianoro inserito tra piccoli rilievi orografici, come probabilmente è avvenuto, ad esempio, per le località Cavoretto di San Secondo di Pinerolo, per la cittadina di Cavour e per frazione Cavorro di Costigliole d'Asti. L'antico insediamento urbano infatti è, ancor oggi, inserito tra la vetta del Bric Della Maddalena e il più basso crinale verso Torino, delimitato dal Parco Europa e Viale XXV Aprile. Nel 1104 poi, il proprietario terriero Milone Dondazio, detto Patono, fece dono di beni e di terreni alla vicina chiesa di Sant'Agnese di Corso Moncalieri, 39 (Borgo Po), pertanto questo avvallamento collinare prese anche il nome di Val Pattonera. Un altro avvallamento, posto un po' più a sud, prese invece l'antico nome di Val Salice (o Valsalice).

## Storia
Il comune di Cavoretto fu soppresso e aggregato a quello di Torino a seguito del regio decreto 28 luglio 1889, n. 6339.

### Simboli
Lo stemma era di rosso, alla croce d'argento, caricata, in cuore, da una m minuscola gotica di nero.

## Monumenti e luoghi interesse

### Chiesa della Vergine Addolorata
Come già descritto, fu eretta nel 1891 col nome di "Santuario del Pilonetto" di corso Moncalieri, 227, per volere di Michele Bert e su progetto di Antonio Candelo e Corrado Gay, insieme a un antico pilonetto votivo, oggi inesistente, che diede l'antico nome dell'odierna zona di piazza Zara. Dapprima affidata all'Ordine dei Serviti e direttamente connessa con la vicina chiesa di San Vito, passò all'arcidiocesi nel 2001. Nel 1898, la chiesa fu oggetto di forte devozione a causa di un quadro sopra il fonte battesimale interno, a sinistra, e dedicato alla Madonna della Pietà, trafugato nel 1977 e sostituito da una copia.

### Parco Europa

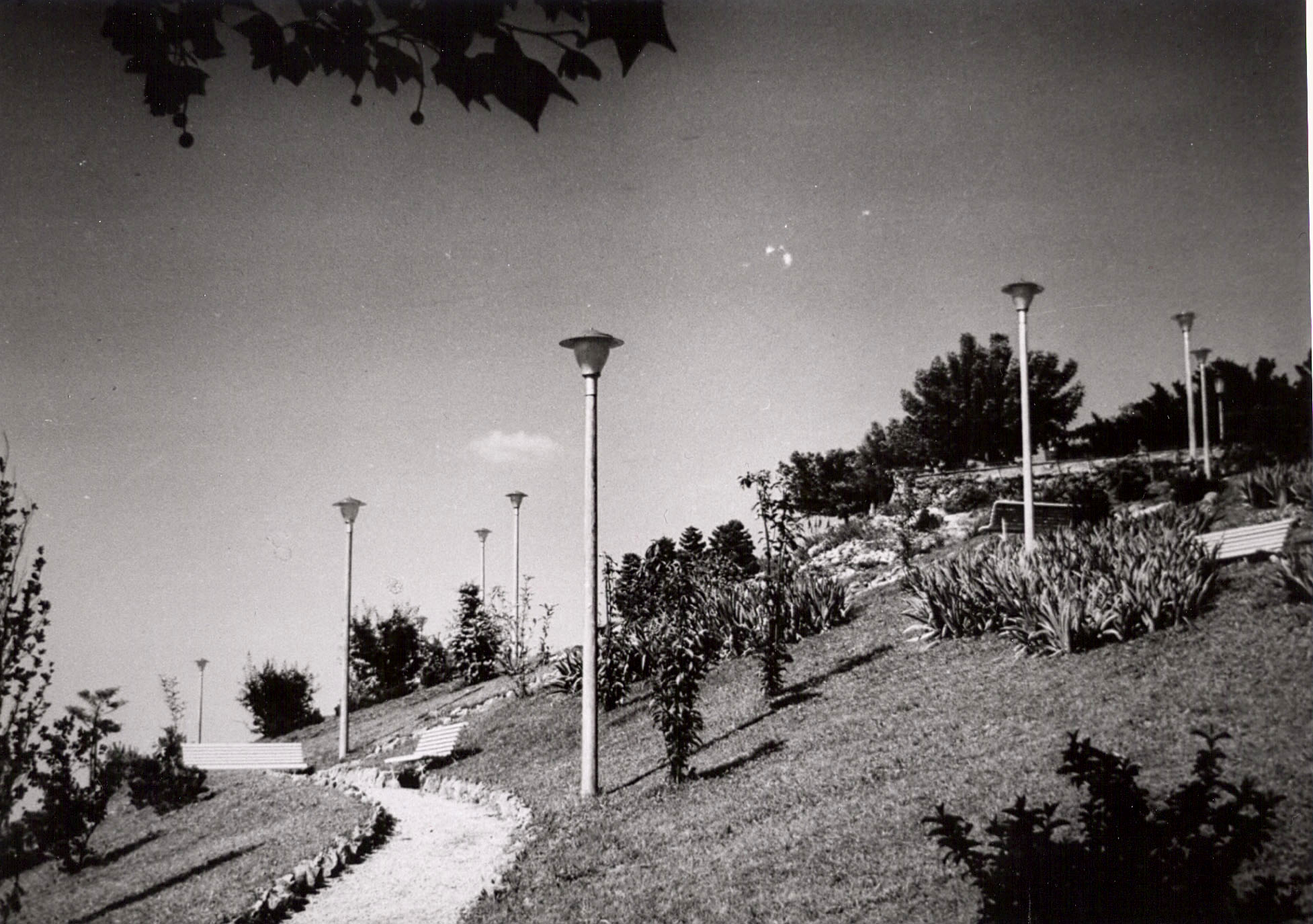
Parco Europa nel 1961, coi lampioni detti Il Cairo, progetto di Guido Chiarelli

Salendo da Piazzetta Freguglia, si arriva al grazioso parco pubblico Europa, spesso identificato con lo stesso Cavoretto, e da cui si gode di un discreto belvedere sulla città di Torino.

Fu progettato verso la fine degli anni cinquanta da Pietro Bertolotti, allora direttore del servizio Giardini e Alberate del Comune di Torino, nei possedimenti ceduti alla città per farne un parco pubblico dalla famiglia Morelli di Popolo. La realizzazione avvenne sulla grande spianata che avrebbe dovuto ospitare la dimora-fortezza del marchese Carlo Vincenzo Ferrero d'Ormea, ministro di Vittorio Amedeo II di Savoia e sepolto nella chiesa parrocchiale di Cavoretto, borgo di cui era signore. Il marchese fece costruire nel 1737 le prime terrazze, ma la costruzione non fu completata a causa del veto del re, Carlo Emanuele III, che mal vedeva una vera e propria fortezza sovrastare la città, perché eventuali invasori avrebbero potuto impadronirsene e minacciare la città con l'artiglieria.

Il primo impianto del parco, risalente al 1954, si limitò al vasto poggio culminante, su cui furono impiantati 64 pini italici (Pinus pinea), ormai assai ben acclimatati grazie alla posizione soleggiata, e il roseto sottostante, ora dismesso. Negli anni successivi furono attuati gli altri espropri necessari, fino al cimitero di Cavoretto e al perimetro di Strada delle Terrazze, arrivando alle dimensioni attuali nel 1961, quando fu portato a compimento per le Celebrazioni del Centenario dell'Unità d'Italia e fu realizzata anche la funivia che si collegava alla sottostante zona detta, appunto, Italia '61, nel quartiere Nizza Millefonti. La funivia fu dismessa nei primi anni settanta, ma è ancora visibile un tratto della stazione di arrivo.
Tranne la parte nord, rimasta in condizioni seminaturali, il resto del parco fu tutto "costruito" su gradoni di pietra percorsi da viali e vialetti, con varie nicchie di vegetazione dai caratteri prevalentemente mediterranei, che costituiscono in fondo la vera peculiarità del Parco, col caratteristico uliveto.

Il parco contiene specie botaniche di grande interesse: oltre ai pini, platani, cipressi, una collezione di magnolie, biancospini monumentali, siepi di lauroceraso. Importante anche il giardino degli iris.

### Parco della Rimembranza e Faro della Vittoria
Il Parco, chiamato anche Parco della Maddalena, molto più vasto del Parco Europa, si trova lungo il confine orientale del quartiere, sul Bric della Maddalena, già sotto demanio del Comune di Torino al confine con Pecetto Torinese e con la frazione Revigliasco di Moncalieri. Fu inaugurato nel 1925 da Vittorio Emanuele III per il decennale dell'inizio della prima guerra mondiale, mentre l'imponente faro luminoso al suo interno, visibile da molti punti di Torino, fu voluto da Giovanni Agnelli tre anni dopo (1928), per il decennale della vittoria italiana della stessa guerra.

### Villa Belfiore
In Strada antica di San Vito, 44 fu eretta all'inizio del XVIII secolo come villa Ruscala, poi suddivisa in villa Belfiore e la poco distante Villa Orsi (quest'ultima al civico 36).

## Cultura

### Servizi sanitari
- Ospedale San Vito, in Strada San Vito, 34, con annesso parco posteriore